# Cementerio El Salvador (Rosario)
El Cementerio «El Salvador» es un cementerio de la ciudad argentina de Rosario, provincia de Santa Fe. Ubicado frente al parque Independencia, muy cerca del centro de la ciudad, es el lugar de descanso de muchas de las personalidades históricas de Rosario.
Posee 11 hectáreas donde existen más de 32.000 tumbas en las que se encuentran inhumadas unas 60.000 personas.
Fue inaugurado oficialmente el 7 de julio de 1856 (168 años) con el entierro de Agustín Sánchez, un joven de 18 años; aunque el día anterior habían sido sepultados Laureano y José Ibarra, dos niños mellizos, de apenas tres días de vida.
La edificación es obra del arquitecto Oswald Menzell. Su- ingreso principal muestra su pórtico estilo dórico con columnata y frontón. Sobre la calle central de acceso, los panteones son imponentes y ricos en detalles. Varios de ellos fueron construidos por la firma Fontana y Scarabelli. Otros lo fueron por Palau, Blotta, Gerbino y Gianninazzi.

## Memorabilia y Paseo de los Notables
Es una obra artística del artista Dante Taparelli, de 2006, ubicada en una bella área del cementerio; y realizada en una pared alta, con fotos de personas desconocidas que habían quedado acumuladas en los depósitos del cementerio.

## Personalidades sepultadas en El Salvador

### Artistas
- Emilia Bertolé (1898-1949): pintora trebolense.[3]
- Erminio Blotta (1892-1976): escultor autodidacta ítalo-argentino.[3]
- Ángel Guido (1896-1960): arquitecto, ingeniero, urbanista e historiador rosarino. Cocreador del Monumento Nacional a la Bandera.[2]
- Juan Bautista Massa (1885-1938): compositor y director de orquesta rosarino.
- Augusto J. Olivé (1885-1912): pintor rosarino.[3]
- Juan Grela (1914-1992), artista plástico.
- Alfredo Munné: pintor.[3]
- Josefina Prelli: reconocida pianista de principios del siglo XX. Fundó la Escuela de Música del Normal N°2 de Rosario.[2]
- Ermete De Lorenzi (1900-1971): arquitecto.

### Escritores
- Manuel Forcadas Cabanellas: escritor.
- Juan Álvarez (1878-1954): abogado, juez e historiador gualeguaychuense.
- Mauricio Casajuana: periodista asesinado en 1961. Accionista fundador del Banco Mercantil de Rosario.[3]
- Ovidio Lagos (1825-1891): periodista porteño. Fundador ―junto con Eudoro Carrasco― del diario La Capital.[3]
- Emilio Ortiz Grognet (1879-1932): poeta.
- Irma Peirano (1917-1965) poetisa.
- Rosa Wenicke (1905-1971) escritora, autora de la primera novela de realismo social del país.

### Científicos
- Mario Báncora (1918-2006): ingeniero, físico, docente, presidente de la Comisión Nacional de Energía Atómica, Profesor emérito de la UNR, Ciudadano Ilustre de Rosario.
- Luis Laporte (1879-1951): ingeniero. Ideólogo y primer director del Instituto Politécnico Superior "General San Martín".
- Juan José Staffieri: médico rosarino.

### Políticos
- Lisandro de la Torre (1868-1939): abogado y político rosarino.[3]
- Enrique del Valle Iberlucea (1877-1921): político y legislador hispano-argentino. Primer Senador socialista del país.
- Francisco Netri: abogado. Fundador y militante de la Federación Agraria Argentina. Asesinado en la esquina de Urquiza y Mitre de la ciudad de Rosario.[2]
- Enzo Bordabehere (1889-1935): abogado, escribano y político montevideano. Senador Nacional por la provincia de Santa Fe asesinado en el Congreso Nacional.[3]
- Manuel Carlés (1875-1946), escritor y político rosarino, presidente de la Liga Patriótica Argentina.[5]
- Juan Manuel Cafferata (1852-1920): abogado y político porteño. Gobernador de la provincia de Santa Fe entre 1890 y 1894.[3]
- Guillermo Estévez Boero (1930-2000): político rosarino. Diputado Nacional entre 1987-2000.[6][7]
- Agustín Araya: abogado, periodista, político, fundador de la Universidad Popular.[3]
- Luis Lamas: político uruguayo. Presidente de facto de Uruguay entre agosto y septiembre de 1855.[2]
- Floduardo Grandoli: político. Intendente de Rosario entre 1893 y 1895.
- Pascual Rosas: político argentino. Gobernador de la provincia de Santa Fe entre 1860 y 1862.[3]
- Julián de Bustinza (1827-1888), agrimensor y político hispanoargent Aino.
- Gabriel Carrasco: pedagogo, maestro, estadístico, periodista, historiador, geógrafo, intendente, ministro, diputado y convencional argentino. Bajo su intendencia, el cementerio en las afueras del pueblo, habilitado desde 1856, adoptó el nombre de «El Salvador».[3]
- Miguel Culaciati (1878-1970): político rosarino. Intendente de Rosario entre 1935 y 1938.
- José Benjamín Ábalos (1880-1966), médico, político, ministro de obras públicas en la segunda presidencia de Hipólito Yrigoyen.
- Esteban Piacenza (1879-1945) Primer Presidente de la Federación Agraria Argentina.

### Militares
- Pedro Nicolórich: periodista y capitán del Ejército Argentino, muerto en la Batalla de Curupaytí el 22 de septiembre de 1866.[2]
- Marcelino Freyre (1846-1879) Coronel, Jefe de la frontera oeste de Buenos Aires 1876-1879.
- Felipe Santiago Gallo (1958-1982) Héroe de Malvinas.[8]

### Deportistas
- Vicente de la Mata (1918-1980) futbolista argentino.
- Ángel Oscar Baratucci (1921-2014) jockey argentino.
- Emilio Lotuf (1996-2016) taekwondista.[9]
- Gregorio Manuel Peralta (1935-2001) boxeador.

### Empresarios
- Manuel Arijón (1841-1900): empresario gallego-rosarino, creador de los baños públicos sobre el arroyo Saladillo.
- Firma Estévez (1874-1964) empresaria, filántropa.
- Federico Eduardo Boglione (1941-2008) empresario, fundador de la fábrica de Aceite "Patito".

### Otros
- Aurelia Gabriela Tizón de Perón (1902-1938): profesora y traductora; primera esposa de Juan Domingo Perón.[10][11]
- Juana González Ligresti (1927-2016) "Rita La Salvaje", bailarina.[12]
- Juana Elena Blanco (1866-1925): educadora y filántropa rosarina.[3]
- Carlos Gallini: heroico maquinista de ferrocarril.[13]
- María Lourdes del Santísimo Sacramento Para Scaglia (1900-1988) Religiosa del Verbo Encarnado.
- Dolores Dabat: pedagoga, maestra.
- Guerino Troilo: autoridad internacional de la francmasonería.
- Julio Marc (1884-1965) abogado, historiador, promotor del Museo Histórico Provincial de Rosario.
- Roberto "Pimpi" Camino (1973-2010) líder barra de Newell´s Old Boys.